# Luiz Fernando Menezes
Luiz Fernando Menezes é um jornalista brasileiro que trabalha no portal Aos Fatos. Em 2018, publicou em coautoria com a também jornalista Amanda Ribeiro, o quadrinho-reportagem Socorro! Polícia!, sobre a violência praticada e sofrida pelos membros da Polícia Militar do Estado de Santa Catarina. O livro fora originalmente desenvolvido como Trabalho de Conclusão de Curso dos autores em sua graduação em Jornalismo na Universidade Federal de Santa Catarina. Em 2021, novamente com Amanda, lançou o livro O Time do Vírus: Um Quadrinho Sobre Como a Disputa Política Invadiu o Enfrentamento da Pandemia no Brasil, que traz uma reportagem sobre o embate entre pesquisadores e profissionais da saúde contra negacionistas apoiadores do ex-presidente Jair Bolsonaro durante a pandemia de COVID-19 no Brasil. Por esta obra, Menezes ganhou, no ano seguinte, o 34º Troféu HQ Mix na categoria "Projeto especial na pandemia".